# Churinga

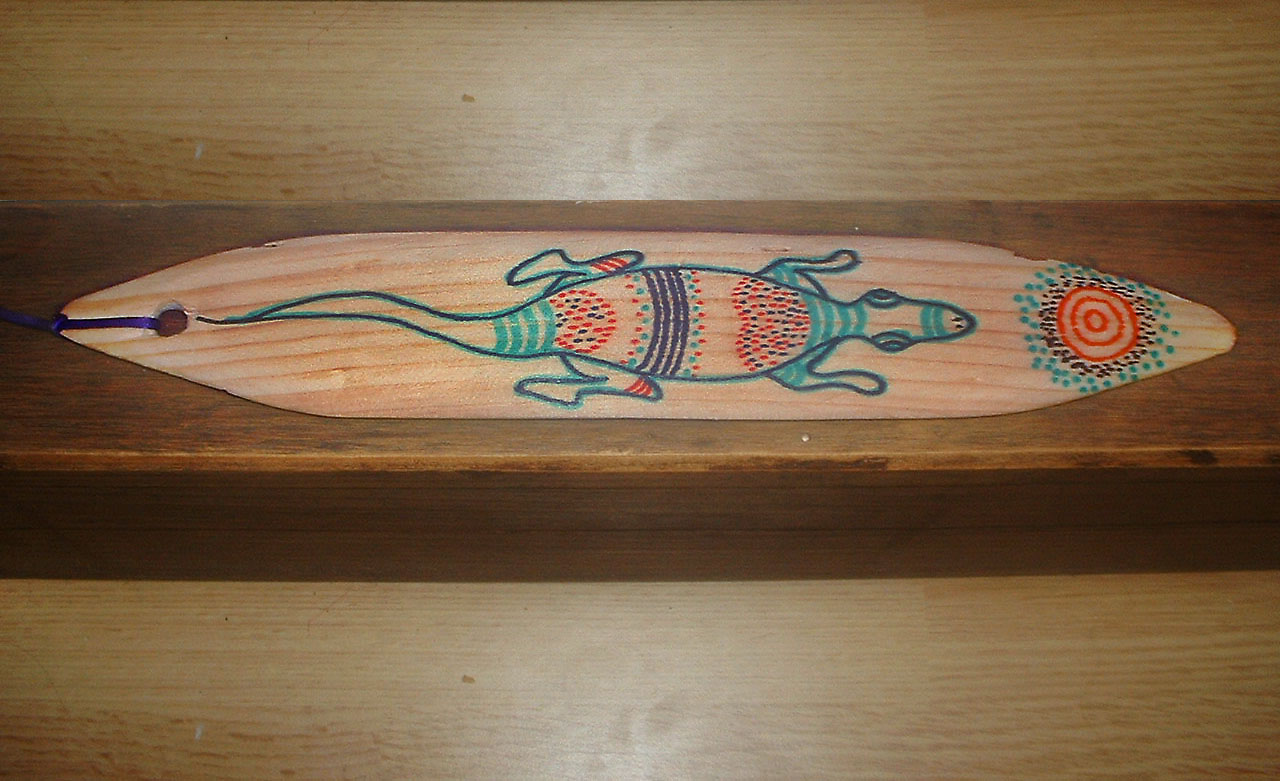
Bramadera o churinga de madera de pino, dimensiones 30cm x 5cm x 0'7cm.

La churinga (del aranda: tjurunga, "tótem"), rombo o bramadera un instrumento musical, más precisamente un aerófono libre. Consiste en una placa de madera, hueso, metal o pizarra de forma oval o romboide atada 

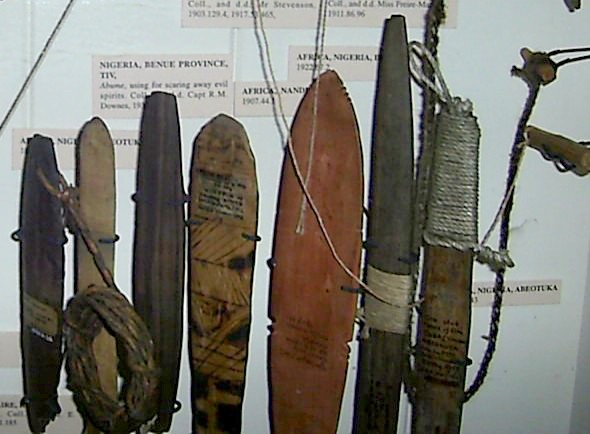
Rombos africanos en una exposición de Museo Pitt Rivers.

por uno de sus extremos a través de un orificio a una cuerda, con la cual se le da vueltas como si fuera una honda y de esta forma emite un sonido profundo y característico dependiendo del tamaño de la placa: las más grandes producen un sonido más grave y profundo; con las más pequeñas el sonido baja de intensidad y se agudiza.

## Historia
Este instrumento tiene sus orígenes en el Paleolítico, lo que lo convierte en uno de los instrumentos musicales más antiguos.
Ha sido a lo largo de miles de años considerado sagrado por numerosas culturas. Se han encontrado restos arqueológicos que demuestran su uso también en toda Europa. En España parece ser que algunos pastores la usaban para ahuyentar a los lobos. Es conocida y utilizada sobre todo por los aborígenes de Australia en rituales de iniciación de los varones: su uso por parte de las mujeres o no iniciados está totalmente prohibido. En inglés se le denomina bullroarer.